# جورجي إيلييف
جورجي إيلييف (بالبلغارية: Георги Илиев - Майкъла)‏ هو لاعب كرة قدم بلغاري في مركز الدفاع، ولد في 15 سبتمبر 1956 في Bankya ‏ في بلغاريا. شارك مع منتخب بلغاريا لكرة القدم.